# Larisa Bekmetova
Larisa Bekmetova (russisch Лариса Бекметова; engl. Transkription Larisa Bekmetova; * 14. Dezember 1986 in Taschkent, Usbekische SSR) ist eine ehemalige usbekische Tennisspielerin.

## Karriere
2005 erreichte sie beim mit 10.000 US-Dollar dotierten ITF-Turnier in Hilton Head Island die dritte Runde. 2011 in Almaty die zweite Runde und 2015 schied sie in Antalya bereits in der ersten Runde aus. 2017 spielte sie drei Turniere in Almaty, scheiterte aber bei allen drei Turnieren bereits in der ersten Runde. In Folge spielte sie vor allem W15 und W25-Turniere, kam aber nie über die erste oder zweite Runde im Hauptfeld hinaus.
2022 spielte sie zusammen mit ihrer Partnerin Victoria Pohle den Doppel-Wettbewerb bei den Boso Ladies Open Hechingen, wo sie in der ersten Runde gegen Tamara Čurović und Chiara Scholl mit 1:6 und 0:6 verloren. 2023 erhielt sie zusammen mit Ena Kajević eine Wildcard für das Hauptfeld im Doppel bei den Tennis International Darmstadt, wo sie gegen Živa Falkner und Anna Zyryanova mit verloren.
In den deutschen Tennisligen spielte Bekmetova für den TC Durlach. 2021 stieg sie mit ihrer Mannschaft in die Badenliga auf, wo sie auch 2022 und 2023 spielte.

### College Tennis
Bekmetova spielte für die Eagles der Winthrop University.